# Трнка, Иржи
Иржи Трнка (чеш. Jiří Trnka; 24 февраля 1912, Пильзен — 30 декабря 1969, Прага) — чешский художник, книжный иллюстратор, сценарист и режиссёр-мультипликатор.

## Жизнь и творчество
Иржи Трнка родился в Пльзене в 1912 году. Его отец был водопроводчиком, а мать - портнихой. В детстве юный Иржи любил лепить кукол из дерева и устраивал небольшие спектакли для друзей. Изучал живопись у Ярослава Бенды, затем работал в пльзенском кукольном театре Й. Скупы. Первое время он презентовал себя как сценический художник; кроме этого выступал как скульптор и график. Всё же эти его работы среди искусствоведов менее известны, нежели созданные И. Трнкой кукольные мультипликационные фильмы и книжные иллюстрации. В начале 1940-х годов художник начинает своё сотрудничество с Адольфом Забранским в иллюстрировании детской литературы. Во время Второй мировой войны Трнка уезжает в Прагу, где работает художником сцены и художником по костюмам. Он основывает также киностудию Jiří Trnka a Bratři v triku (Иржи Трнка и братья в мультипликации). При помощи этой фирмы, где он создал свои кукольные и рисованные фильмы, И. Трнка завоевал международное признание. В последние годы жизни Трнка много работал для открытия Международной выставки Экспо-67 в Монреале, а также вновь обратился к скульптуре и иллюстрированию книг.
Иржи Трнка считается основателем чешской и чехословацкой мультипликации. Многие исследователи и историки кино признают его крупнейшим в мире специалистом в области кукольного фильма. Собранный и наработанный им художественный и режиссёрский опыт, оригинальность решений и многоплановость образов придали чехословацкой мультипликации ни с чем иным не сравнимый стиль и международно признанный высокий уровень создаваемого киноматериала. И. Трнка работал преимущественно с куклами. К наиболее известным его фильмам относятся Staré pověsti české (Старочешские предания) по Алоису Йирасеку, Osudy dobrého vojáka Švejka (Бравый солдат Швейк) по роману Ярослава Гашека и Сон в летнюю ночь по пьесе Шекспира. Радко Пытлик назвал «Бравого солдата Швейка» лучшей к 1983 году экранизацией романа Гашека.
Из других мультипликационных фильмов мастера следует отметить вышедший на экраны в 1960-е годы фильм Kybernetická babička (Кибербабушка), посвящённый проблемам искусственного интеллекта; вестерн Песня прерии; детские фильмы Шпаличек и Принц Баяя. Многие мультфильмы И. Трнки были удостоены международных и национальных премий. Сам художник в 1968 году получил премию Ханса-Кристиана Андерсена за свои иллюстрации книг.
В 1963 году И.Трнке было присвоено звание Народный артист Чехословакии.
Иржи Трнка умер в 1969 году в Праге, когда ему было 57 лет. Его похороны в Пльзене были крупным публичным мероприятием.

## Фильмография (избранное)

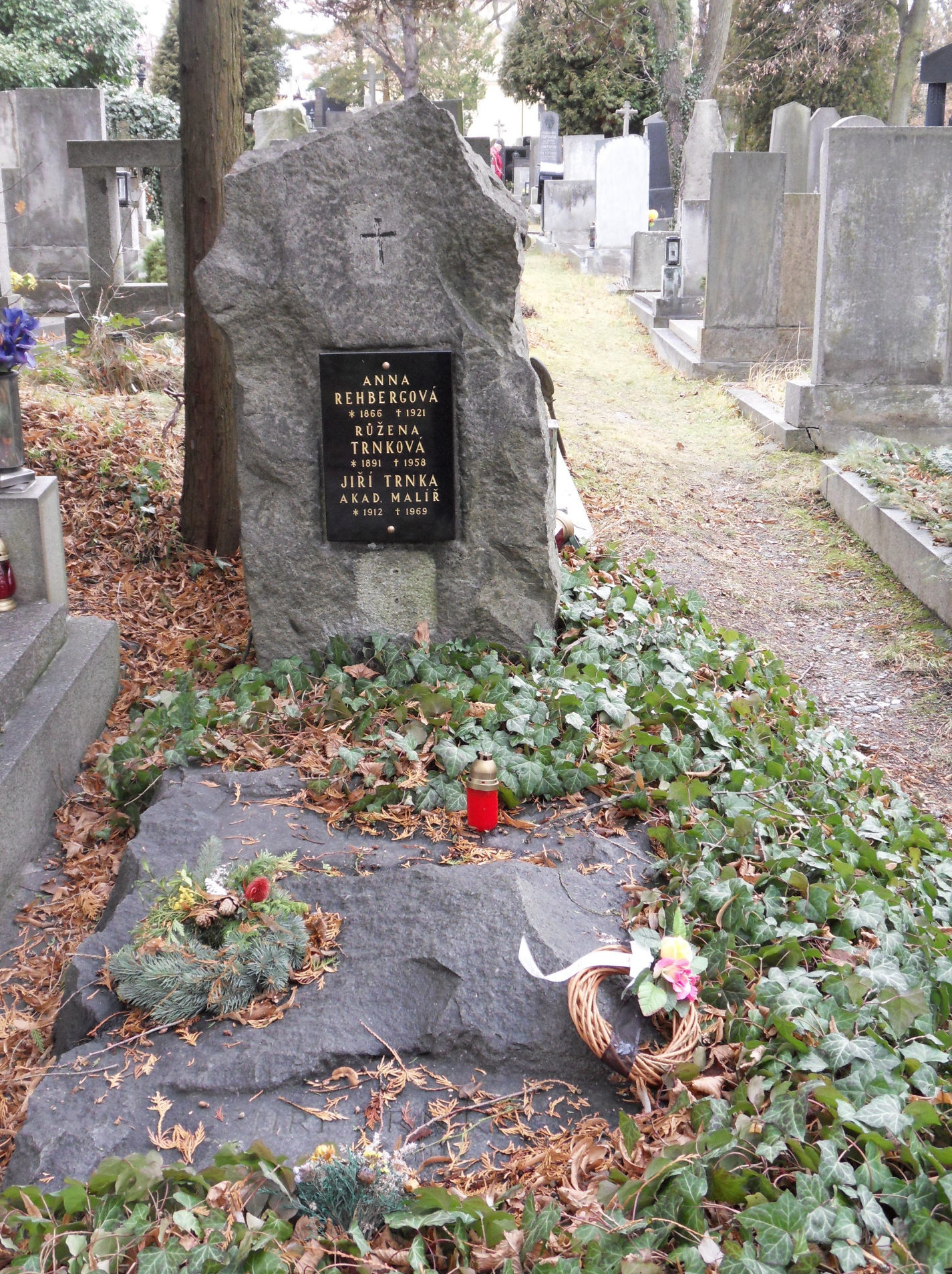
Могила Иржи Трнки на Центральном кладбище Пльзеня

- 1945: Zasadil dědek řepu (Посадил дед репку)
- 1946: Zvířátka a petrovští (Животные и Петровский)
- 1946: Pérák a SS (Попрыгун и СС)
- 1946: Dárek (Подарок)
- 1947: Špalíček (Полено)
- 1948: Císařův slavík (Соловей императора)
- 1949: Román s basou (Роман с контрабасом)
- 1949: Čertův mlýn (Чёртова мельница)
- 1949: Árie prérie (Ария прерий)
- 1950: Bajaja (Принц Баяя)
- 1951: O zlaté rybce (О золотой рыбке)
- 1951: Veselý cirkus (Весёлый цирк)
- 1953: Staré pověsti české (Старочешские предания)
- 1953: Как старик менялся, пока не доменялся
- 1953: Dva mrazíci (Два морозца)
- 1954: Jak Kutlák a Kutil ráno vstávali (Как Кутясек и Кутилка утром вставали)
- 1954: Cirkus Hurvínek (Цирк Гурвинека)
- 1955: Dobrý voják Švejk (Бравый солдат Швейк)
- 1959: Sen noci svatojánské (Сон в летнюю ночь)
- 1962: Vášen (Страсть)
- 1962: Kybernetická babička (Кибер-бабушка)
- 1964: Archanděl Gabriel a paní Husa (Архангел Гавриил и госпожа Гусыня)
- 1965: Ruka (Рука)